# Machaonia urbaniana
Machaonia urbaniana är en måreväxtart som beskrevs av Paul Carpenter Standley. Machaonia urbaniana ingår i släktet Machaonia och familjen måreväxter. Inga underarter finns listade i Catalogue of Life.